# Fedra (dramat Jeana Baptiste’a Racine’a)

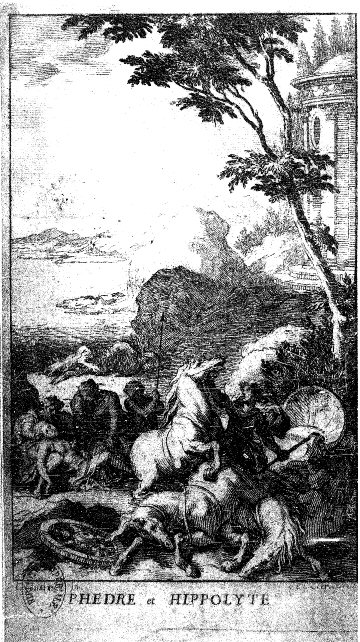
Strona tytułowa wydania z 1678

Fedra (fr. Phèdre) – klasycystyczna tragedia napisana przez Jeana Baptiste’a Racine’a w 1677 roku. Treść utworu zaczerpnięta została z mitologii greckiej i opowiada o nieszczęśliwej miłości, jaką tytułowa bohaterka zapałała do własnego pasierba.

## Właściwości utworu Racine’a
Antyczny motyw, opracowywany wcześniej m.in. przez Eurypidesa i Senekę, Racine wzbogacił o dodatkowe wątki – zrezygnował z przedstawiania Hipolita jako mizogina, zamiast tego ukazując go jako zakochanego w Arycji, podobnie jak uczynili to wcześniej inni dramaturdzy francuscy: Mathieu Bidar oraz Gabriel Gilbert; według Rolanda Barthes’a Racine uczynił tak, aby publiczność nie zinterpretowała niechęci Hipolita wobec Fedry jako przejawu homoseksualizmu. Dodatkowo wprowadzenie postaci Arycji dodaje do utworu wątek zazdrości o rywalkę, dzięki czemu postępowanie Fedry jest bardziej wiarygodne, a także zyskuje zrozumienie widzów. Kolejną innowacją Racine’a było wprowadzenie w akcie wątku walki o sukcesję władzy po rzekomo zmarłym mężu Fedry, Tezeuszu; konkurentami do tronu są: Hipolit, Arycja oraz syn Fedry i Tezeusza, co sprawia, że wątek trójkąta miłosnego łączy się z wątkiem trójkąta politycznego. Również klasyfikacja relacji rodzinnej zachodzącej między Hipolitem i Fedrą różni się u Racine’a w stosunku do opracowań antycznych – w dziełach starożytnych relacja między pasierbem a macochą była oceniana jak relacja matki i syna, co czyniło miłość Fedry kazirodczą; Racine zrezygnował z takiej oceny, sprowadzając niewłaściwość uczuć Fedry do problemu małżeńskiej niewierności.
Tragedia Fedry jest w ujęciu Racine’a przedstawiona z punktu widzenia chrześcijańskiego i jansenistycznego – janseniści uważali, że wewnętrzna szlachetność i chęć bycia dobrym nie wystarczają do oparcia się zgubnym namiętnościom i uniknięcia zła oraz nie mają żadnego znaczenia dla prób dobrego życia, jeśli nie zostaną wsparte boską łaską;, nie wiadomo jednak jak jednostka ma taką łaskę uzyskać, człowiek pozostaje więc często, podobnie jak Fedra, bezbronny wobec grzechu i, z powodu milczenia odmawiającego łaski Boga, całkowicie samotny w swoim cierpieniu.

## Fabuła
Tytułowa bohaterka, Fedra, była siostrą Ariadny i drugą żoną Tezeusza. Zapałała miłością do swego pasierba Hipolita. Młodzieniec ten uchodzi za całkowicie nieczułego na wdzięki kobiet, w rzeczywistości jednak potajemnie, z wzajemnością kocha Arycję, potomkinię wrogiego Tezeuszowi rodu, która przebywa w więzieniu.
Nieświadoma tego Fedra, targana grzeszną miłością do pasierba, chce popełnić samobójstwo. Przedtem jednak zwierza się swojej piastunce, Enone. Tymczasem do miasta docierają pogłoski o śmierci Tezeusza. Tym samym rozpoczyna się walka o sukcesję po nim, a kandydatami do tronu są: Arycja, Hipolit i syn Fedry i Tezeusza. Enone przekonuje Fedrę, że śmierć Tezeusza pozwala jej na spełnienie pragnień i związanie się z Hipolitem, którego ma obietnicą związania się przeciwko wspólnej konkurentce do tronu – Arycji.
Fedra udaje się do Hipolita aby prosić go o oszczędzenie jej syna. W czasie rozmowy niechcący wyjawia pasierbowi swoją miłość do niego. Przerażona tym wyznaniem prosi Hipolita aby zabił ją swoim mieczem. Ten jednak ucieka. Tymczasem pogłoski o śmierci Tezeusza okazują się nieprawdziwe – król wraca do Trezeny. Obawiając się, że Hipolit ujawni jej sekret, Fedra zgadza się na intrygę wymyśloną przez Enone – piastunka donosi Tezeuszowi, iż podczas jego nieobecności Hipolit próbował zgwałcić Fedrę. Owładnięty gniewem władca skazuje Hipolita na wygnanie oraz rzuca na niego klątwę. Fedra, nie chcąc odpowiadać za spełnienie klątwy i śmierć ukochanego, pragnie wyjawić prawdę, jednak Hipolit ujawnia, że jest zakochany w Arycji. Zazdrosna Fedra rezygnuje z wyznania Tezeuszowi prawdy.
Tezeusz sam nabiera podejrzeń, co do prawdziwości opowieści Enone, jednak jest już za późno – Hipolit umiera za sprawą wezwanego przez klątwę potwora morskiego. Na wieść o tym Fedra wyjawia mężowi swoje uczucie do pasierba, a następnie popełnia samobójstwo przez zażycie trucizny. Pozbawiony syna Tezeusz, adoptuje Arycję.

## Postacie

### Fedra

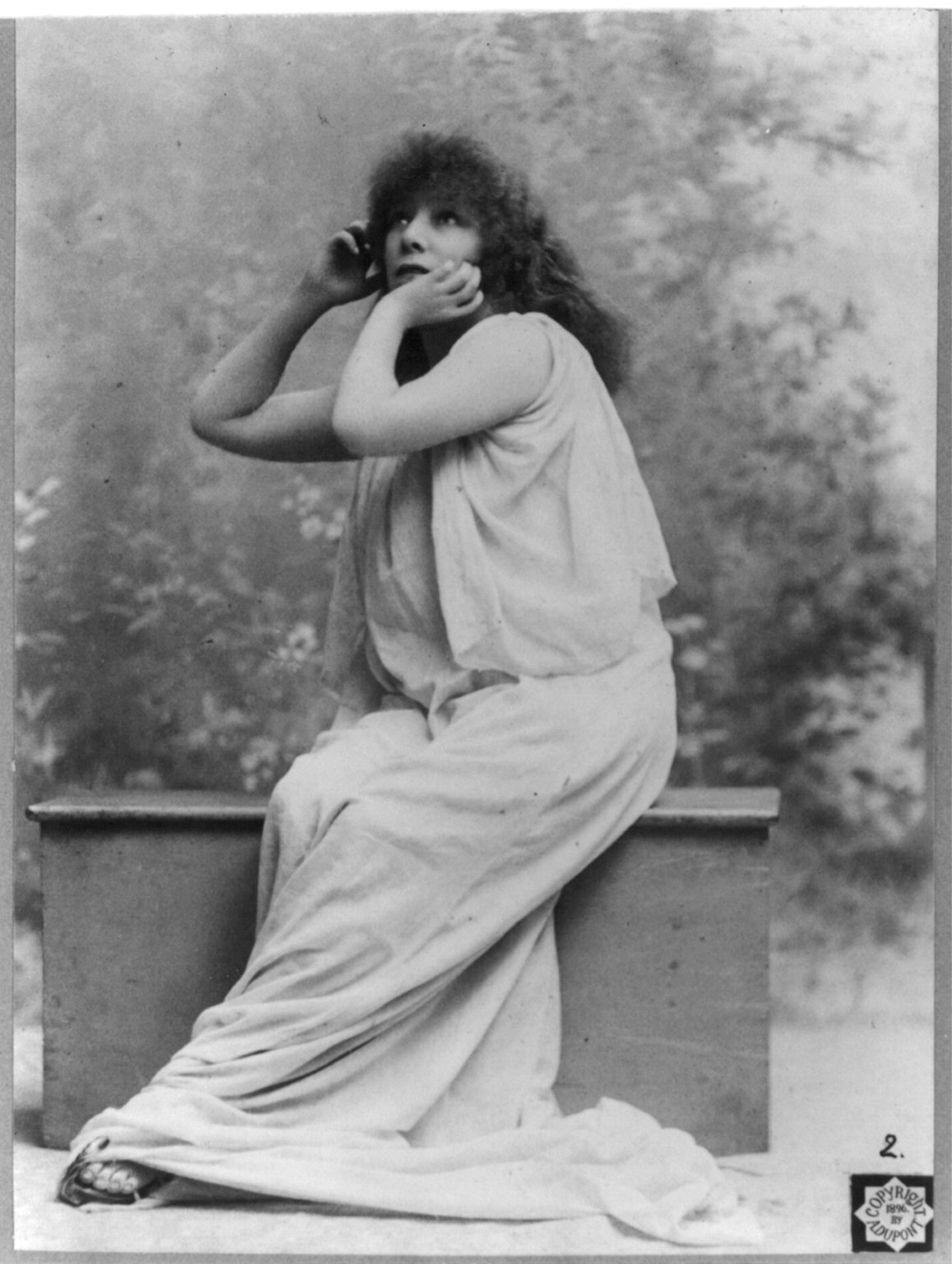
Sarah Bernhardt jako Fedra (1896)

Żona Tezeusza, zakochana nieszczęśliwie w swoim pasierbie, Hipolicie. Fedra jest jednostką szlachetną, głęboko odczuwającą niewłaściwość swojego uczucia i wstyd z jego powodu. Jednak, pomimo tej świadomości, pozostaje całkowicie bezbronna wobec gwałtownego, bliskiego obłędu uczucia. Starając się zachować wierność swoim zasadom moralnym przegrywa, ulegając sile miłości i namowom piastunki Enony. Postać ta reprezentuje z jednej strony ród kobiet kreteńskich, które według mitów, miały tendencję do ulegania grzesznym namiętnościom, z drugiej, jako córka boga Słońca, Heliosa, symbolizuje szlachetne dziecko boże, podległe grzechowi i pozbawione bożej łaski.

### Hipolit
Syn Tezeusza, dawniej odrzucający miłość, jednak w dramacie zakochany już w Arycji, wywodzącej się z rodu wrogiego jego ojcu.

### Arycja
Potomkini wrogiego Tezeuszowi rodu, zakochana z wzajemnością w Hipolicie. Skontrastowana z postacią Fedry – jej miłość nie jest mroczną obsesją, a uczuciem wynikającym z jednej strony z poczucia dumy i triumfu nad hardością i niechęcią Hipolita wobec kobiet, z drugiej – z nadziei na wolność i polityczne korzyści, jakie przyniósłby jej związek z synem Tezeusza. Tym samym Arycja jest postacią reprezentującą skłonność do kompromisów i małostkowe uczucia zwykłego człowieka.

### Enona
Piastunka Fedry, namawiająca swoją panią do kolejnych intryg. Reprezentuje relatywizm moralny, usprawiedliwiający czynienie zła, jeśli miałoby to na celu uratowanie swojego życia.